# Слонимская мечеть
Слонимская мечеть — бывшая мечеть в белорусском городе Слоним Гродненской области. Она располагалась на бывшей улице Татарской (ныне улица Кирова). В 1994 году в бывшем хозяйственном здании XIX века была открыта новая мечеть.

## История
Татары в Слониме появились в XVI веке. В 1897 году в Слонимском уезде проживало 178 татар.
В 1804 году в Слониме была построена мечеть с одним минаретом и куполом. 25 мая 1881 года во время большого городского пожара она сгорела и через год был вновь построрена из дерева. Деньги на строительные материалы пожертвовал граф Франциск Пусловский.
В сентябре 1939 года зажиточные слонимские татары были депортированы органами НКВД в Сибирь. Мечеть была сожжена немцами во время Великой Отечественной войны перед отступлением летом 1944 года. После Великой Отечественной войны польско-литовские татары активно стали уезжать из СССР, опасаясь новых арестов со стороны НКВД. В 1946 году многие из них уехали в Польшу.

## Архитектура
Мечеть, построенная в конце XIX века, композиционно представляет собой башенно-купольный вариант (в центре и над углами по обеим сторонам михраба), производный от церковного зодчества этого периода с ретроспективными русскими чертами. Исследователь истории польско-литовских татар С. Кричинский описал её следующим образом:
Мечеть в Слониме, с тремя луковидными башенками, есть будто бы копия православной церкви.

Мечеть на старых фотографиях
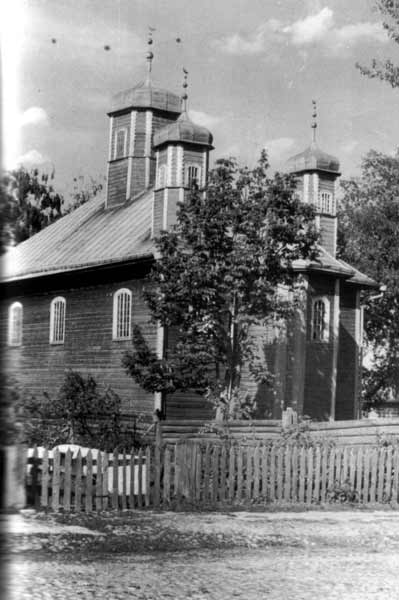
1930 г.
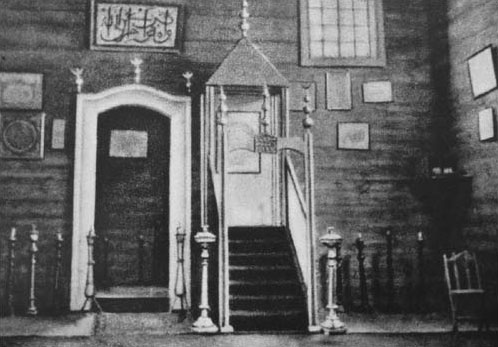
Интерьер мечети с михрабом и минбаром
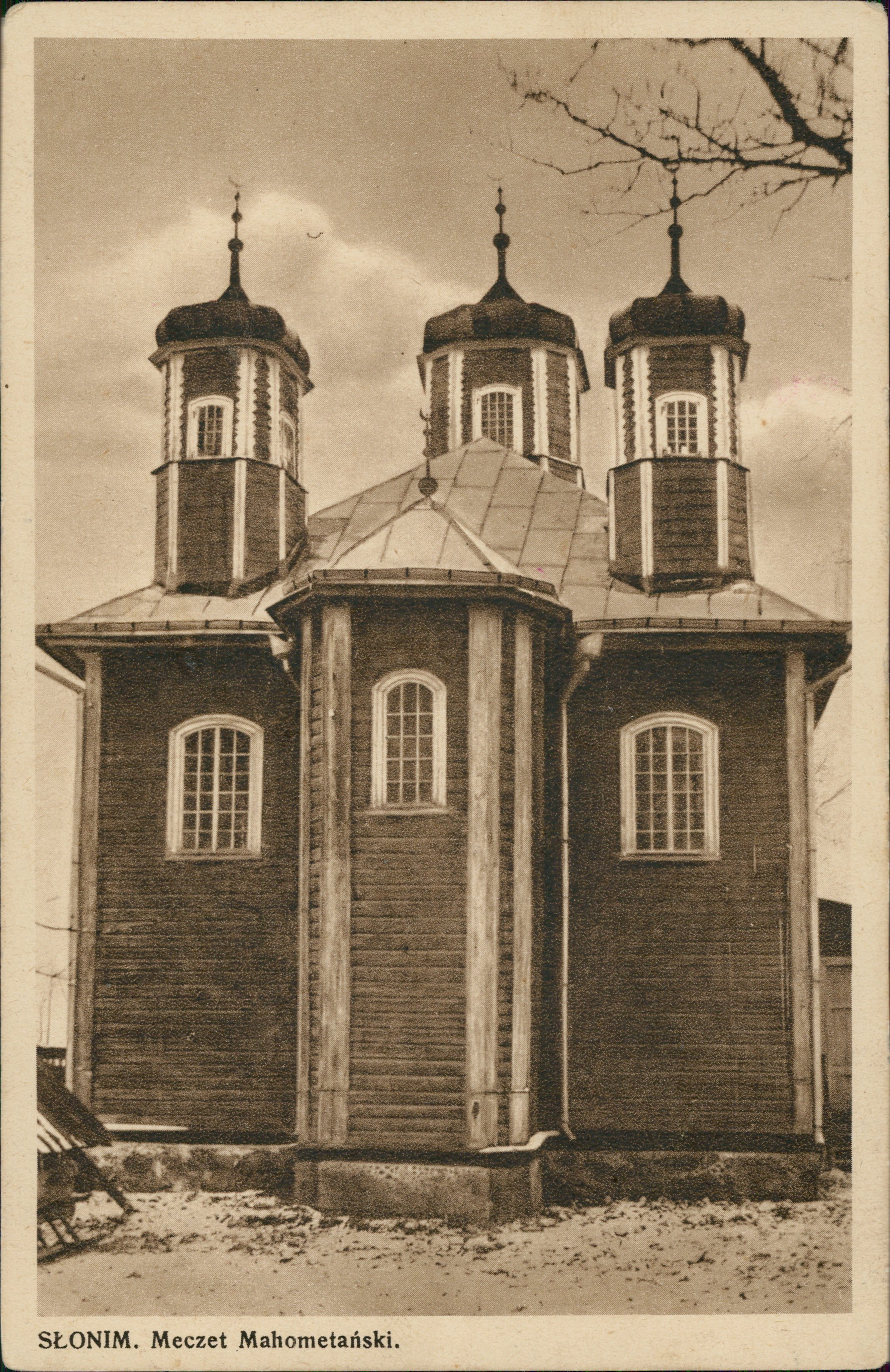
1930 г.
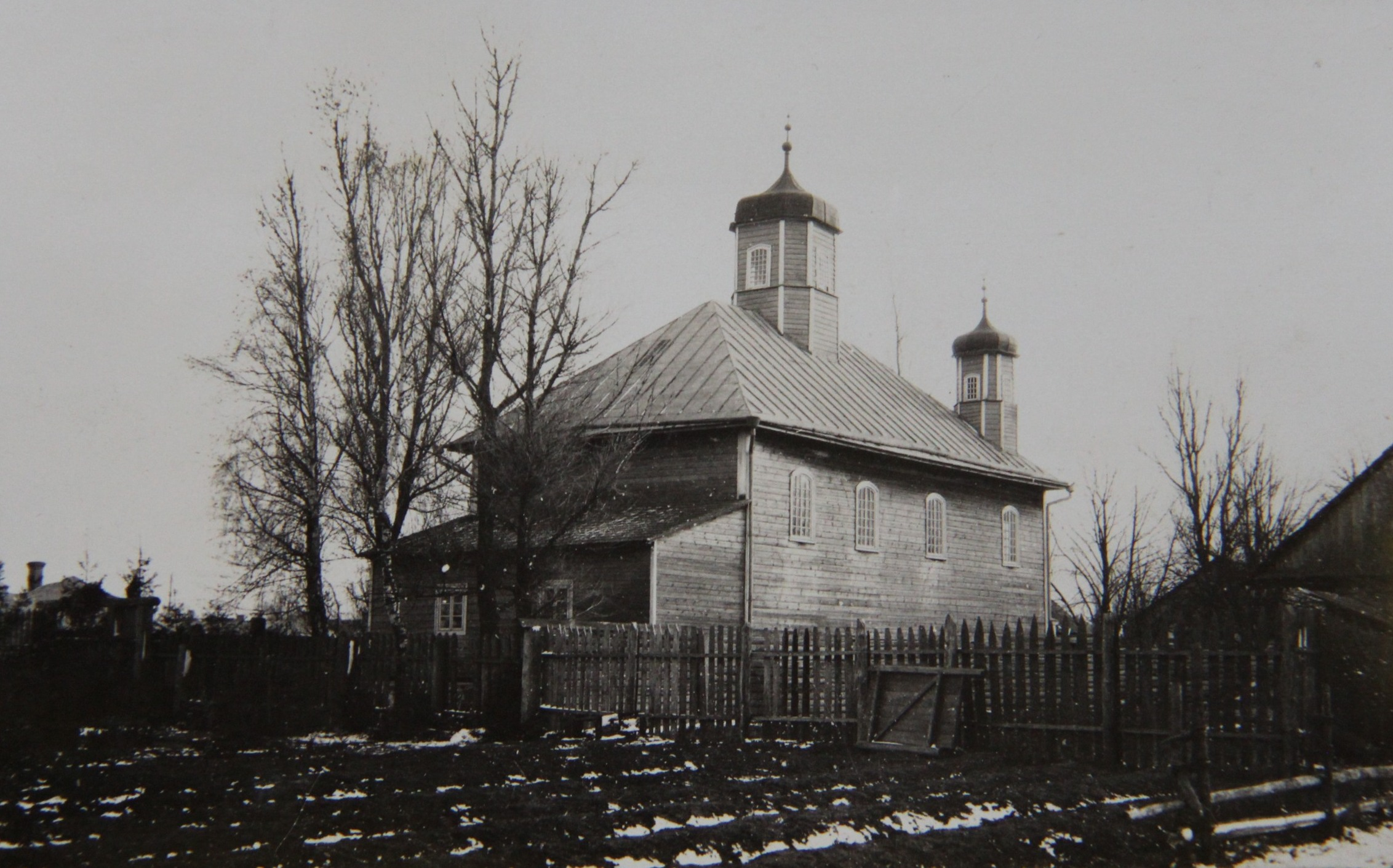
Задний фасад. 1916 г.
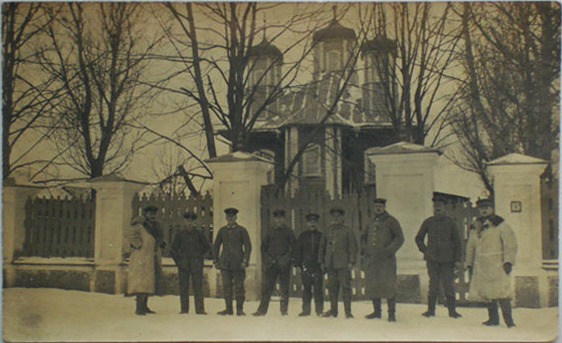
Забор январь 1917 г.